# Paranomus sceptrum-gustavianus
Paranomus sceptrum-gustavianus is een soort uit de familie Proteaceae. Het is een stevige, meestal symmetrisch vertakte struik die tot een hoogte van 1,8 meter kan groeien. De bladeren hebben een wigvormig begin, zijn onbehaard, spatel- tot ruitvormig en de uiteinden zijn afgerond en leerachtig. De sterkgeurende bloemen zijn gegroepeerd in vieren aan een 70 millimeter lange bloemstengel.
De soort komt voor in Zuid-Afrika, waar hij aangetroffen wordt in het zuidwesten van de Kaapprovincie. De soort groeit in de bergen van Hottentots-Holland en boven de Bettysbaai en Pringlebaai (Hangklip). Verder groeit de soort ook op de Riviersonderend Mountains en bij Caledon, Hermanus en Elim. De soort wordt meestal gevonden op zuidelijke, vochtige middelbovenste hellingen.